# Радослав Стоименов
Радослав Стоименов, по-известен като Радо Шоу, е български певец, актьор, комик, шоумен и аниматор.

## Биография и творчество
От малък се занимава с музика. Свири на акордеон и пиано. Учи класическо пеене при доцент Сабин Марков. Действащ концертиращ артист. Пее хитовете си и в ретро фолк паради. Има издадени общо 8 албума на MC, CD и DVD.
Освен като певец, се изявява и като конферансие на циркови програми, играещ клоунада в спектакли. Започва кариерата си като актьор с музикална пародия на Мадона. Играе в театъра и телевизията (в сериала „Женени с деца в България“).
Аниматор е на партита, а по Коледа влиза в ролята на добрия старец Дядо Коледа. Репетитор е на Дамска вокална група „Наслада“ и Детска вокална студия „Сладкишчета“.

## Дискография

### Студийни албуми
- Хит Радо и шоу (1993)
- Лудо вино (1994)
- Любовта от всякъде (1996)
- За приятелите (1997)
- Купонджийско лято (1999)
- Радо Шоу (2000)

### Компилации
- 20 златни хита (1998)
- The best (2003)

## Галерия
- Радо с ДВГ „Наслада“
- Радо изпълнява „Рамщайн“
- Радо на станка
- Радо като Дядо Коледа
- Радо на море
- Радо с щраус
- На участие в Радисън
- На промоция